# Economia de Líbia

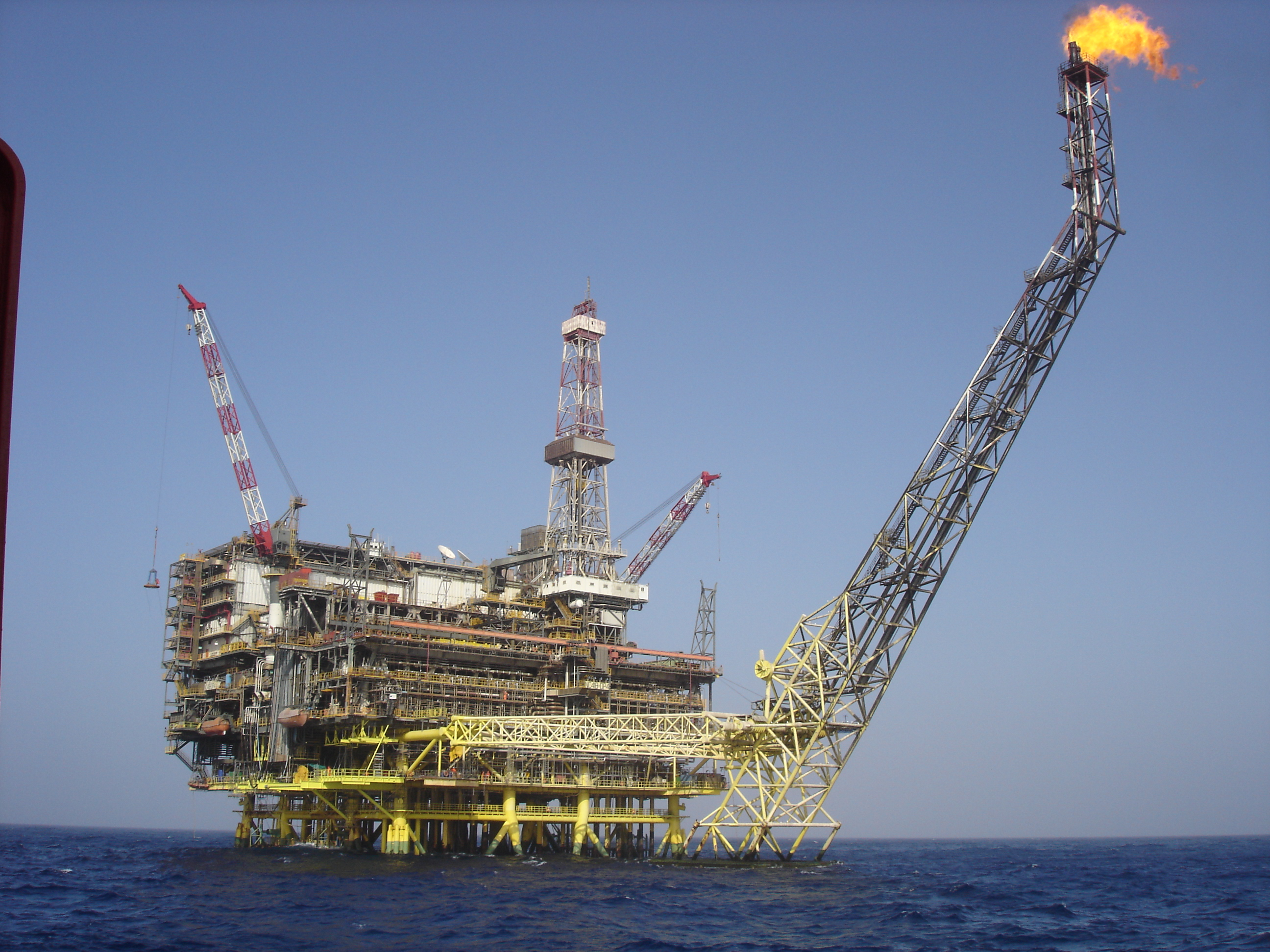
Plataforma petroliera de l'empresa italiana ENI en el jaciment libi de Bouri.

L'economia de la Líbia depèn bàsicament del sector petrolier, omplint prop del 65% del Producte Intern Brut, a més de ser responsable pel 95% de les exportacions del país.
Els rendiments proporcionats pel petroli, i el fet que la població sigui reduïda, fa que aquest país tingui la major renda per capita d'Àfrica.
Malgrat els successius bloquejos econòmics impostos per l'Organització de les Nacions Unides (ONU) i alguns països occidentals, l'economia del país va aconseguir sostenir-se i Líbia mai ha conegut situacions tan desesperades com les que va viure l'Iraq, després de ser víctima de mesures similars per part de l'ONU. En 2003 després de reformes econòmiques, l'ONU va suspendre el bloqueig econòmic al país.
Les males condicions climàtiques i sòls pobres limiten la producció agrícola, i el país importa aproximadament 75% dels aliments que necessita. La principal font d'aigua per a irrigació és el Gran Riu Artificial, però s'empren expressius recursos en projectes de dessalinització amb la intenció d'atendre la demanda.
Líbia té una economia mitjana, en gran apogeu des de l'aixecament parcial d'algunes sancions. La seva balança comercial amb la UE és positiva. Els seus socis principals són Itàlia, França, Espanya i Alemanya. Exporta principalment petroli i gas, (el seu port petroquímic més important és Marsa El Brega) i importa productes manufacturats i aigua. Per solucionar el perenne dèficit hídric s'està construint un immens riu artificial, un dels projectes d'enginyeria més espectaculars del moment. Igualment, s'han creat oasis artificials amb aigua subterrània. El sector secundari i el terciari es reparteixen a parts iguals el pes del creixement.
L'economia de Líbia es basa en el petroli, que constitueix la pràctica totalitat de les seves exportacions (95%). Líbia pertany a l'OPEP des de la seva fundació. Així mateix hi ha indústria relacionada amb el petroli i de refineria, energia, així com de béns de consum, ciment i tèxtil. L'economia de Líbia és la sisena d'Àfrica, després de les de Sud-àfrica, Nigèria, Egipte, Algèria i el Marroc.
A Líbia es construeix el Gran Riu Artificial, un dels projectes d'enginyeria més grans i costosos (uns 24.000 milions de dòlars) de la humanitat. Comprèn la instal·lació d'immenses canonades per transportar l'aigua dels aqüífers fòssils del Sàhara (dipòsits naturals subterranis que sobreviuen des de l'època en què el desert era una fèrtil sabana i bosc) des del sud del país fins a la costa, on es concentra la població.
A la regió de Kufra, al sud del país, existeix un important projecte hídric i d'irrigació que pretén desenvolupar els cultius de vegetals en el desert. El reg es fa amb aigua subterrània, ja que les pluges a la regió són pràcticament inexistents. La irrigació es duu a terme a través del sistema radial. L'oasi de Kufra és una de les creacions humanes que millor pot veure's des de l'espai. Cada cercle té aproximadament 1 km de diàmetre.
Agricultura
El territori cultivable de Líbia es troba a la zona nord, a la regió de Tripolitània.
El 17% de la població activa de Líbia treballa en l'agricultura.
Els principals cultius a Líbia són de:
- Cereals (215.000 Tones)
- Fruita (385.000 Tones)
- Hortalisses (850.000 Tones)
- Oleaginoses (45.000 Tones)

Només l'1,2% del territori libi és de sòl conreat, el 0,2% de manera permanent, havent d'importar el 75% dels aliments consumits al país.
Mineria
El petroli és el principal recurs de Líbia, que pertany a l'OPEP, seguit del gas. És la font d'ingressos més important, el 50% dels ingressos estatals i el 25% del PIB.
El 2002 la producció de cru de Líbia va ser de 481.589.800 barrils.
En quantitats menors, Líbia produeix altres minerals, tals com el potassi i la sal marina, i té dipòsits de guix.
 Moneda 

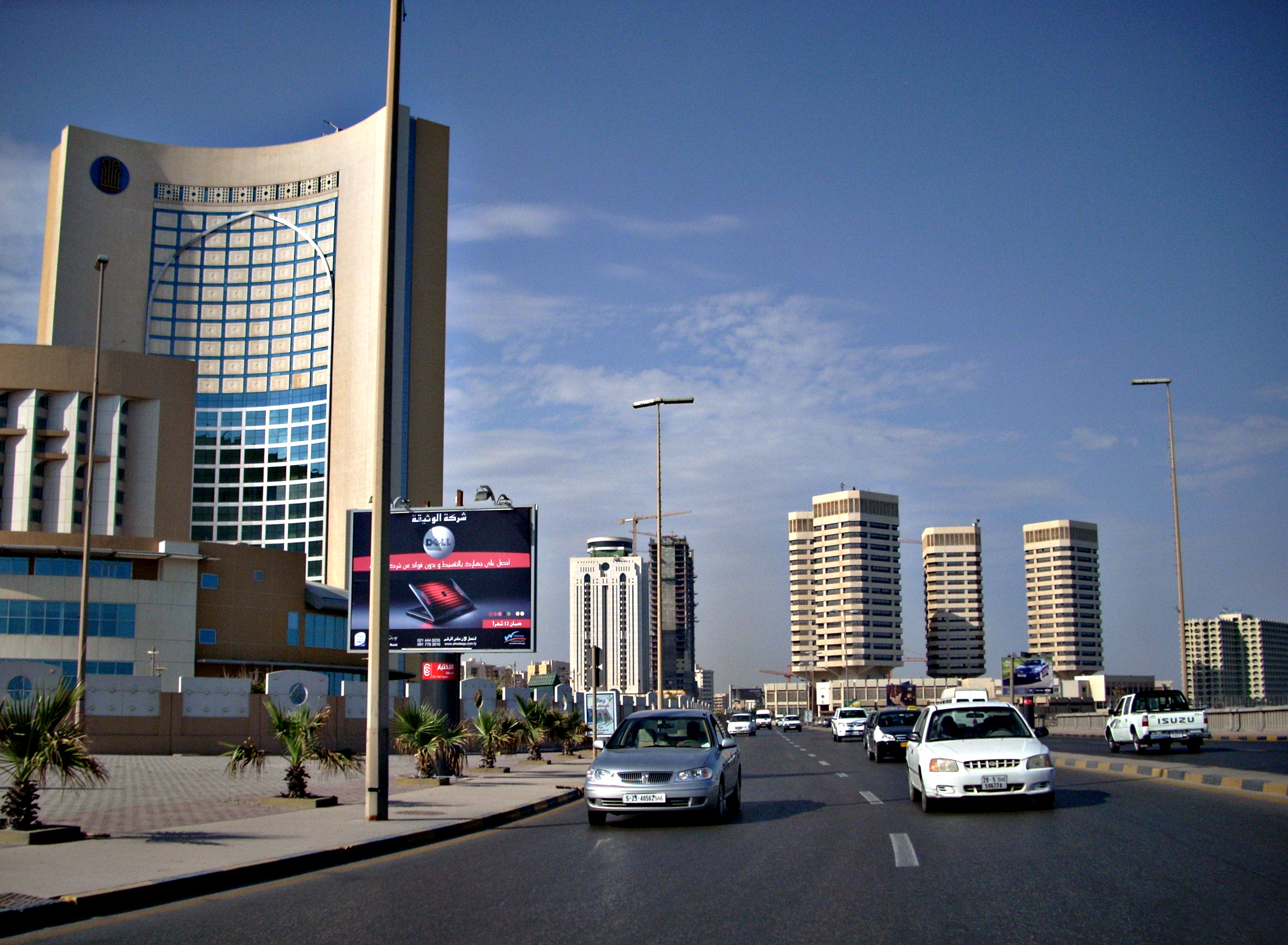
Zona financera de Trípoli.

El Dinar libi és la unitat monetària, el 2003 1,29 dinars equivalien a 1 dòlar dels Estats Units.
El Banc Central de Líbia és el banc emissor del país, regula crèdits i supervisa el sistema financer.
El Banc Exterior Àrab de Líbia es va crear el 1972 per gestionar les activitats a l'exterior.
Transport i comunicacions
La principals carreteres del país transcorren per la costa, connecten a Trípoli amb Tunísia, Bengasi amb Tobruk i Alexandria. La principal carretera del centre del país és la que uneix a la ciutat de Sabha amb les ciutats costaneres. Líbia té aproximadament 100.024 km de carreteres, de les quals el 57,214% estan pavimentades.
El principal servei de transport aeri es troba a les ciutats de Trípoli i Bengasi, ambdues amb vols internacionals. Líbia compta amb 137 aeroports repartits per tot el país.
Quant al transport marítim, els principals ports són Trípoli, Marsa al Burayqah, Ra's Lanuf, Bengasi, Tobruk i Misurata.

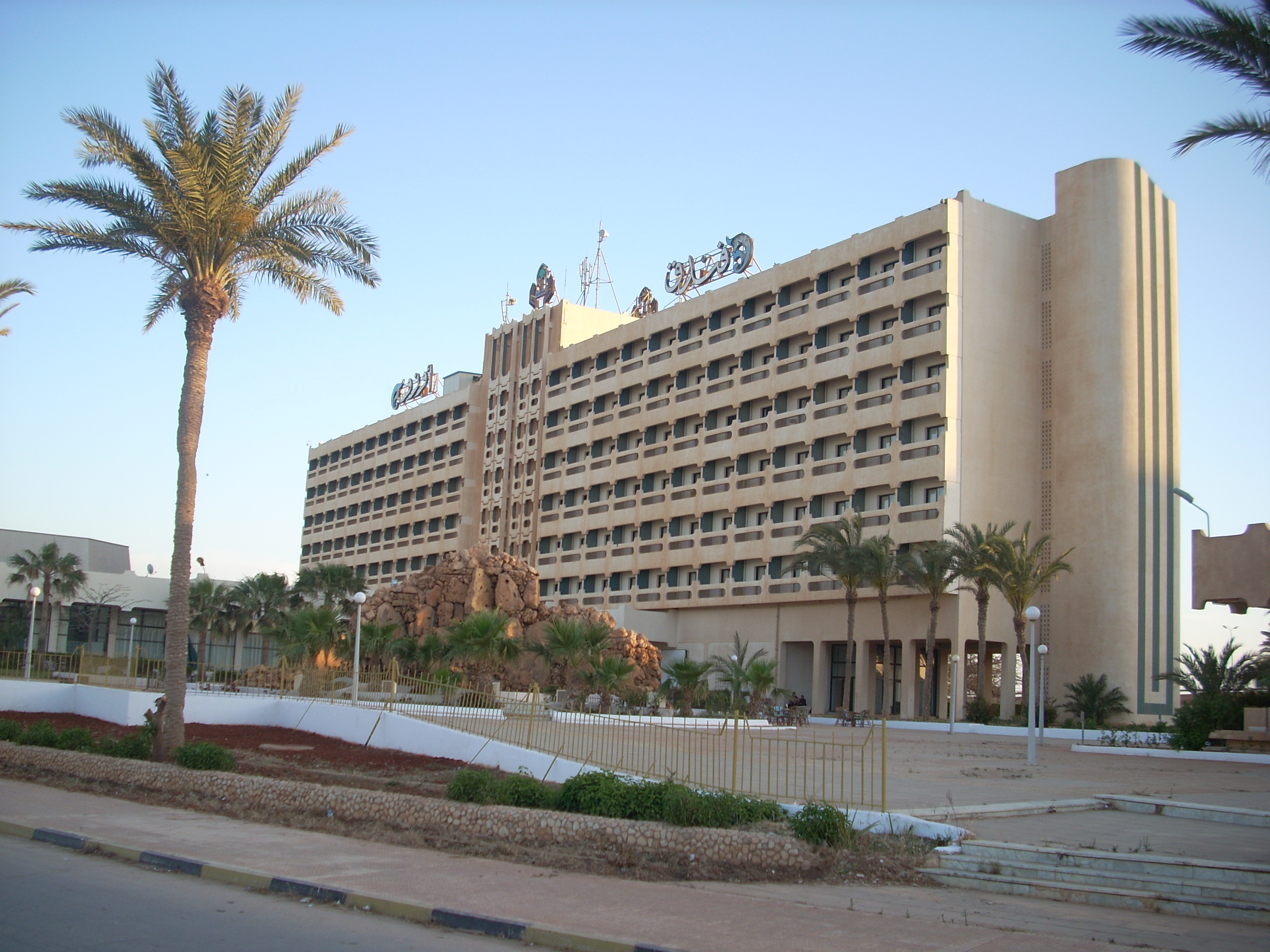
Hotel Ouzou a Bengasi, la 2a ciutat més gran del país.

El sistema de telecomunicacions de Líbia es troba a càrrec de l'Estat, però des de 2007 compta amb un canal de televisió i una emissora de ràdio independents.